# Приозерье (Московская область)
Приозе́рье — посёлок в Орехово-Зуевском муниципальном районе Московской области. Входит в состав сельского поселения Верейское. Население — 221 чел. (2010).

## География
Посёлок Приозерье расположен в северной части Орехово-Зуевского района, непосредственно примыкает с юга к городу Орехово-Зуево. К востоку от посёлка находится озеро Казанское. В посёлке 1 улица — Ликинское шоссе, и 3 проезда — Строителей 1-й, 2-й и 3-й. Ближайший населённый пункт — город Орехово-Зуево.

## История
Образован как посёлок СМП-164. В 2002 году переименован в посёлок Приозерье.
До муниципальной реформы 2006 года посёлок входил в состав Верейского сельского округа Орехово-Зуевского района.

## Население
По переписи 2002 года в посёлке проживало 158 человек (78 мужчин, 80 женщин).
| 2002 | 2006 | 2010 |
| ---- | ---- | ---- |
| 158  | ↘116 | ↗221 |